# Sphinctocera
Sphinctocera is een geslacht van vlinders van de familie snuitmotten (Pyralidae), uit de onderfamilie Galleriinae.

## Soorten
- S. crassisquama Warren, 1897
- S. cressisquama Warren, 1897